# Eisenbahnunfall von Monorierdő

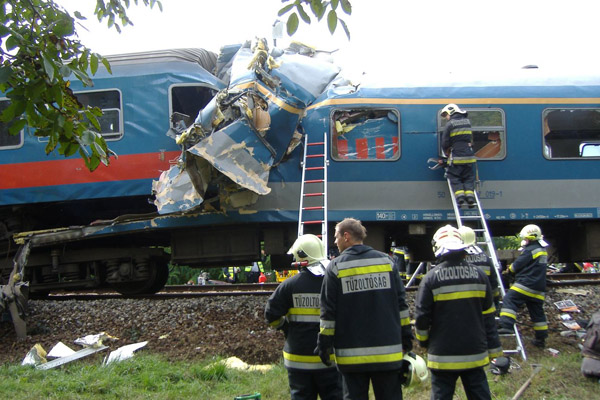
Bild vom Unfall

Beim Eisenbahnunfall von Monorierdő fuhr ein Personenzug aus Cegléd am 6. Oktober 2008 um 10:20 Uhr bei Monorierdő im Kleingebiet Monor im Komitat Pest in Ungarn auf den letzten Wagen eines Intercity von Nyíregyháza nach Budapest auf. Der Unfall wurde durch ein fehlerhaftes Signal sowie durch Fehlverhalten des Lokomotivführers verursacht.

## Folgen
Vier Fahrgäste starben durch den Unfall, drei davon vor Ort und einer im Krankenhaus. Insgesamt wurden 44 Fahrgäste verletzt, von denen mindestens 27 im Krankenhaus versorgt werden mussten. Der Lokomotivführer des Steuerwagens des Personenzugs überlebte, weil er in den Personenwagen lief, um die Fahrgäste zu warnen, nachdem er bemerkt hatte, dass sich der Unfall nicht verhindern ließ.
Pál Szabó, der ungarische Verkehrsminister, bot kurz nach dem Unfall seinen Rücktritt an, ebenso Miklós Kamarás, Direktor der ungarischen Staatsbahnen MÁV. Ministerpräsident Ferenc Gyurcsány nahm die Rücktrittsgesuche an, lehnte jedoch ein Rücktrittsgesuch von István Heinczinger, dem Generaldirektor der MÁV ab.